# Сез
Сез (фр. Cèze) је река у Француској. Дуга је 128 km. Улива се у Рону. 